# 3-бета-гидроксистероиддегидрогеназа, тип 1
3-бета-гидроксистероиддегидрогеназа, тип 1 — фермент человека, кодируемый геном HSD3B1 на 1-й хромосоме. Являясь первым из двух изоферментов 3bHSD, экспрессирован в первую очередь в плаценте и не-стероидогенных тканях. В отличие от HSD3B2, мутации гена HSD3B1 не связаны с какими-либо известными заболеваниями, вероятно, из-за того, что подобные мутации приводят к гибели ребёнка на стадии вынашивания. 
1. 1 2 3  GRCh38: Ensembl release 89: ENSG00000203857 - Ensembl, May 2017
2. 1 2 3  GRCm38: Ensembl release 89: ENSMUSG00000027869 - Ensembl, May 2017
3. ↑  Ссылка на публикацию человека на PubMed: Национальный центр биотехнологической информации, Национальная медицинская библиотека США.
4. ↑  Ссылка на публикацию мыши на PubMed: Национальный центр биотехнологической информации, Национальная медицинская библиотека США.